# Лядцы (Светлогорский район)
Лядцы (бел. Ля́дцы) — деревня в Николаевском сельсовете Светлогорского района Гомельской области Беларуси.
На востоке граничит с лесом.

## География

### Расположение
В 62 км на запад от Светлогорска, 60 км от железнодорожной станции Светлогорск-на-Березине (на линии Жлобин — Калинковичи), 172 км от Гомеля.

### Гидрография
На западе сеть мелиоративных каналов.

## Транспортная сеть
Транспортные связи по просёлочной, затем автомобильной дороге Глуск — Полесье. Планировка состоит из прямолинейной улицы, ориентированной с юго-востока на северо-запад, к которой под прямым углом присоединяется короткая прямолинейная улица. на юг от главной улицы расположен небольшой обособленный участок застройки. Строения деревянные, усадебного типа.

## История
Согласно письменным источникам известна с XVIII века как селение в Мозырском повете Минского воеводства Великого княжества Литовского. В 1737 году в составе поместья Липов во владении Горватов.
После 2-го раздела Речи Посполитой (1793 год) в составе Российской империи. В 1872 году помещица П.Васькова владела здесь 2136 десятинами пашни и леса, а также 1019 десятинами разной земли, которая не обрабатывалась.
В 1930 году жители вступили в колхоз.
В 1939 году к деревне были присоединены посёлки Ближнее Гриздовье, Высокий Дуб, Городец, Густая Дуброва, Дальнее Гриздовье, Корма, Барские Глевы и хутор Глевский Остров, а в 1950 году — посёлки Малые Лядцы и Подстарищи.

## Население

### Численность
- 2004 год — 63 хозяйства, 102 жителя

### Динамика
- 1795 год — 12 дворов
- 1850 год — 18 дворов
- 1959 год — 489 жителей (согласно переписи)
- 2004 год — 63 хозяйства, 102 жителя
- 2024 год - 12 жителей